# Norbert Schiller (actor)
Norbert Schiller (24 de noviembre de 1899 - 8 de enero de 1988) fue un actor teatral, cinematográfico y televisivo austriacoestadounidense. 

## Biografía
Nacido en Viena, Austria, Norbert Schiller completó su formación como actor entre 1920 y 1921 en la Universidad de Música y Arte Dramático de Viena, debutando en el Burgtheater. Desde 1921 a 1922 actuó en el Stadttheater de Lübeck, hasta 1928 en el Schauspielhaus de Fráncfort del Meno, y entre 1928 y 1931 en el Renaissance-Theater de Berlín, trabajando igualmente como invitado en el Staatlichen Schauspielhaus de esa ciudad. En la temporada 1932/33 se le pudo ver en el Rose-Theater de Berlín, en la  de 1933/34 fue director invitado del Stadttheater de Berna, y también en 1934 director en el Jüdischen Kulturbund Rhein-Ruhr y actor en el Kulturbund Rhein-Main. Entre 1934 y 1936 actuó, y de nuevo dirigió en el Stadttheater de Berna, y en las temporadas 1935/36 y 1937/38 fue director invitado del Städtebundtheater Biel-Solothurn. Además, también actuó en el Junge Bühne de Berna, fundado por Max Röthlisberger. Además de actor, también escribió una serie de ensayos y dramas, y escribió en 1933 para el cabaret berlinés Die Katakombe.
Schiller emigró a los Estados Unidos en el año 1939. Allí actuó en 1939 en una producción llevada a escena por Leopold Jessner de la obra de Friedrich Schiller Wilhelm Tell, representada en el Capitan Theatre de Hollywood. Además, también actuó en el Freier Bühne de Los Ángeles fundado por Walter Wicclair.
Finalizada la Segunda Guerra Mundial, se esforzó en volver a actuar con repertorios en alemán, pero fracasó. Sin embargo, a partir del año 1947 actuó en casi un centenar de producciones cinematográficas y televisivas, tanto estadounidenses como alemanas, aunque casi siempre en pequeños papeles. En muchas ocasiones ni siquiera aparecía en los créditos, como ocurrió en el film de Stanley Kramer Judgment at Nuremberg o en el de Alfred Hitchcock Cortina rasgada. Tuvo un personaje de mayor importancia en 1973 en la película nominada al Premio Oscar Der Fußgänger, dirigida por Maximilian Schell. Schell también ocupó a Schiller en Der Richter und sein Henker y en Geschichten aus dem Wienerwald, su última actuación cinematográfica. 
Norbert Schiller falleció en Santa Bárbara, California, en el año 1988.

## Filmografía (selección)
- 1921 :	Meriota, die Tänzerin
- 1941 :	Underground
- 1948 :	Berlin Express
- 1948 :	Carta de una desconocida
- 1948 :	The Emperor Waltz
- 1954 :	Deep in My Heart
- 1954 : Magnificent Obsession
- 1958 :	Fräulein
- 1958 : The Return of Dracula
- 1958 : Frankenstein 1970
- 1959 : The Blue Angel
- 1961 : Judgment at Nuremberg
- 1961 : Operation Eichmann
- 1962 : Hitler
- 1965 : Morituri
- 1966 : Cortina rasgada
- 1973 : Der Fußgänger
- 1974 : Young Frankenstein
- 1975 : Der Richter und sein Henker
- 1979 :	Geschichten aus dem Wienerwald